# Elliott Management
Elliott Management Corporation est un fonds d'investissement américain basé à New York, et disposant également de bureaux dans le reste des États-Unis, à Londres, à Hong Kong, et à Tokyo. Paul Singer a fondé Elliott en 1977 . Elliott gère à peu près 56 milliards de dollars (56 milliards d'euros) au 30 septembre 2022. C’est l’un des plus grands fonds d’investissement activistes du monde, décrit par Forbes comme « l’un des gestionnaires de fonds les plus intelligents et les plus tenaces du secteur des hedge funds », la plupart des médias l'identifiant comme un « fonds vautour », spécialisé dans l’achat de dettes à bas prix, émises par des débiteurs en difficulté,,,,,,,.

## Historique
Paul Singer crée le fonds Elliott en 1977 avec 1,3 million de dollars prêtés par des proches. L'entreprise se spécialise d'abord dans les obligations convertibles, puis se concentre après le krach de 1987 dans les dettes décotées. Le fonds a notamment été actif dans le redressement  d'entreprises comme Enron, WorldCom, Telecom Italia ou Elektrim. Il possède également d'autres actifs comme des actions de Delphi Corporation ou BMC Software.
Aujourd’hui, il emploie une approche d’investissement multi-stratégie, qui englobe une large gamme de classe d’actifs, dont la dette décotée, les stratégies axées sur les actions, l’arbitrage, le négoce de matières premières, d’autres obligations, les stratégies de protection contre la volatilité, le capital-investissement et le placement obligataire privé, ainsi que les titres associés à l'immobilier,.
Paul Singer a affirmé que l’objectif d’Elliott Management est de créer de la valeur à court et à long terme pour les actionnaires des sociétés dont ils assurent la gestion. Il définit l’activisme actionnarial de la façon suivante : c’est « utiliser sa propre voix et ses droits de vote pour améliorer les sociétés afin de maximiser la valeur pour tous les actionnaires ».

### Investissements
Les résultats annuels d’Elliott (13.1% de rendement annuel moyen ; 40 années de performance positive sur 42 années d’activité), s’expliquent par le développement d’une approche singulière, à stratégies multiples, de l’investissement : combinant dettes rentables, titres dépréciés, couverture de risque/arbitrages, détention de capital et à l'immobilier.
Au moment de sa conception, la stratégie de risque/arbitrage était la stratégie phare d’Elliott, mais elle s’est depuis étendue à d’autres types d’investissement. Aujourd’hui, dans le cadre de sa stratégie d’arbitrage, Elliott tire parti de petites anomalies entre les instruments similaires ou associés pour atteindre ses objectifs de maîtrise de risque de portefeuille.
Investir dans les matières premières fait également partie de sa stratégie, dans l’objectif de tirer profit  des erreurs d'évaluation du prix de certaines matières premières et de suivre le cours en fonction de son point de vue sur les niveaux et les tendances des prix. Ses principaux investissements dans les matières premières sont les suivants : pétrole brut et produits pétroliers, gaz naturel, énergie, métaux précieux et de base, ainsi que de matières premières agricoles.
La principale caractéristique d’Elliott est de limiter l’exposition aux facteurs extérieurs et d’investir dans des situations où la mise à disposition de ses ressources peut améliorer les résultats finaux. C'est cette approche qui a permis à Elliott d'anticiper le danger des subprimes et de ne pas y investir. Une partie de son activité consiste également à être un fonds activiste. Elliott investit alors dans des entreprises où il participe activement à la croissance en introduisant de bonnes pratiques de gouvernance, avec, par exemple, Wella AG , Vinashin .
En février 2015, elle a été une des entreprises à investir dans Sigfox, une entreprise toulousaine de réseau cellulaire. Sigfox est une start-up spécialisée dans l’Internet des objets, un secteur en pleine expansion. De plus, une des filiales d’EMC au Royaume-Uni, Elliott Advisors, a investi dans des projets d’énergie renouvelable notamment solaire.
En décembre 2018, le fonds annonce avoir pris une participation de plus de 2,5 % au capital de Pernod Ricard et vouloir soumettre des mesures visant à améliorer la performance opérationnelle et la gouvernance du groupe.
En janvier 2023, Eliott Management prend une participation de plusieurs milliards de dollars dans Salesforce. Le montant exact ainsi que le pourcentage n'ont pas été divulgués à ce stade.

### Affaire Eiffarie
À la fin de 2005, l'État français cède 70 % d’APRR à Eiffarie (propriété d'Eiffage et Macquarie), qui lance une offre publique de retrait pour obtenir plus de 95 % d’APRR et l'intégrer fiscalement. Elliott entre alors au capital d'APRR pour y obtenir une participation élevée (13,5 %) susceptible d'être revendue ensuite à Eiffarie en réalisant une plus-value (qui s'élèverait à 7,5 millions d'euros selon l'AMF). Des négociations pour un accord de vente ont lieu en 2008 et 2009 mais se heurtent à chaque fois à la question du prix. En juin 2010 un accord est trouvé sur un prix de 55 euros par action, plus élevé que le cours de bourse de l'époque,.
En avril 2014, l'Autorité des Marchés Financiers (AMF) requiert une amende de 40 millions d'euros contre Elliot dans cette affaire pour « manquement d'initié » puis « manipulation du cours de bourse » d'APRR entre le 28 mai et le 11 juin pour enrayer sa tendance à la baisse au moment de la sortie du capital par le fonds d'investissement. La filiale britannique du fond, Elliott Advisor UK, qui négociait avec Eiffarie la vente de ses participations dans APRR, est accusée d'avoir informée sa maison mère de l'avancée des discussions.
Le 5 mai, la Commission des sanctions ne retient pas l'accusation de manipulation des cours, mais condamne Elliott à payer 16 millions d'euros (8 pour Elliott Advisor et 8 pour Elliott Management), la plus grosse amende de l'histoire de la Commission,. Elliott annonce alors faire appel de cette décision devant la Cour d'appel de Paris.
Le 14 janvier 2016, la Cour d'appel de Paris confirme la décision de la Commission des sanctions du 25 avril 2014.

### Dettes souveraines
Elliott a été connu pour posséder beaucoup de dettes souveraines, et pour en avoir obtenu le recouvrement par voie de justice : en Argentine en 2014, mais aussi au Congo dans les années 2000 et au Pérou dans les années 1990.

#### Argentine
En décembre 2001, au plus fort de la crise économique argentine, Domingo Cavallo (alors ministre de l'Économie) annonce le défaut de paiement du pays face à ses créanciers. Pendant des années, les gouvernements successifs vont négocier une restructuration de la dette : 93% des investisseurs finissent par accepter une décote de l'ordre de 70%, et un calendrier de remboursement sur plusieurs années. Néanmoins, les 7% qui incluent des hedge funds comme Elliott et Aurelius qui avaient acquis des obligations à un prix considérablement inférieur à leur valeur nominale, demandent une négociation . Les obligations d’Elliott avaient une valeur nominale de $630 millions, cependant, Elliott en sortira avec $2,4 milliards pour des obligations que le gouvernement n’avait pas honorées, et après le refus d’Elliott d’accepter l’offre de l’Argentine de moins de 30 cents par dollar . Elliott obtient gain de cause contre l’Argentine devant les tribunaux américains et britanniques, mais ne perçoit aucun paiement. En octobre 2012, une filiale d’Elliott, NML Capital, organise la saisie d’ARA Libertad, un navire militaire argentin, au Ghana, qu’elle prévoyait de confisquer conformément aux arrêts de la Cour, qui lui ont attribué plus de $1,6 milliard d’actifs argentins. Le procès qui a eu lieu à New York en novembre 2012 se solde par une décision en faveur de NML et contre l’Argentine. Certains experts juridiques l’ont appelé le « procès du siècle de la dette souveraine ». Les experts juridiques Andreas F. Lowenfeld et Peter S. Smedresman ont défendu la position de NML dans une tribune publiée dans Financial Times .

### Opérateurs financiers
Elliott Management a intenté une action en justice avec le market-maker Jane Street contre la bourse des métaux de Londres (LME) qui a annulé les échanges ayant eu lieu entre 7 et 8 mars 2022 après une brusque envolée du prix du nickel. Cette brusque envolée des prix due à l'invasion de l'Ukraine a mis en danger les investisseurs ayant parié à la baisse qui ont donc cherché à racheter leurs positions short et aggravant l'emballement des prix. On peut citer parmi ces investisseurs le chinois Tshingshan.
Elliot Management réclame 450 millions de Dollars à l'opérateur pour avoir fait usage d'une méthode illégale destinée à interrompre les échanges. Après un premier procès ayant déboulé sur une défaite, Elliott Management a fait appel de la décision. Le fonds d'investissement américain maintient sa position, affirmant que la Bourse des métaux de Londres (LME) a agi de manière illégale en annulant les transactions litigieuses.